# Uluguria lupanga
Uluguria lupanga är en insektsart som beskrevs av Otte, D. 1987. Uluguria lupanga ingår i släktet Uluguria och familjen syrsor. Inga underarter finns listade i Catalogue of Life.